# Арганил
Аргани́л (порт.  Arganil; [ɐɾgɐ'niɫ]) — посёлок городского типа в Португалии, центр одноимённого муниципалитета в составе округа Коимбра. Численность населения — 4 тыс. жителей (посёлок), 13 тыс. жителей (муниципалитет). Посёлок и муниципалитет входит в экономико-статистический регион Центр и субрегион Пиньял-Интериор-Норте. По старому административному делению входил в провинцию Бейра-Литорал.
Покровителем посёлка считается Сан-Женс (порт. São Gens).
Праздник посёлка — 7 сентября.

## Расположение
Посёлок расположен в 32 км восточнее административного центра округа — города Коимбра.
Муниципалитет граничит:
- на севере — муниципалитеты Пенакова, Табуа, Оливейра-ду-Ошпитал;
- на северо-востоке — муниципалитет Сейя;
- на востоке — муниципалитет Ковильян;
- на юге — муниципалитет Пампильоза-да-СерраГойш;
- на западе — муниципалитет Вила-Нова-де-Пойареш.

## Население
| Население муниципалитета Арганил (1801—2004) | Население муниципалитета Арганил (1801—2004) | Население муниципалитета Арганил (1801—2004) | Население муниципалитета Арганил (1801—2004) | Население муниципалитета Арганил (1801—2004) | Население муниципалитета Арганил (1801—2004) | Население муниципалитета Арганил (1801—2004) | Население муниципалитета Арганил (1801—2004) | Население муниципалитета Арганил (1801—2004) |
| -------------------------------------------- | -------------------------------------------- | -------------------------------------------- | -------------------------------------------- | -------------------------------------------- | -------------------------------------------- | -------------------------------------------- | -------------------------------------------- | -------------------------------------------- |
| 1801                                         | 1849                                         | 1900                                         | 1930                                         | 1960                                         | 1981                                         | 1991                                         | 2001                                         | 2004                                         |
| 4075                                         | 7814                                         | 21 232                                       | 18 343                                       | 19 237                                       | 15 507                                       | 13 926                                       | 13 623                                       | 13 187                                       |

## История
Поселок основан в 1114 году.

## Районы
В муниципалитет входят следующие районы:
1. Ансериш
2. Арганил
3. Баррил-де-Алва
4. Бенфейта
5. Селавиза
6. Сепуш
7. Сердейра
8. Кожа
9. Фолкеш
10. Мора-да-Серра
11. Пиодан
12. Помареш
13. Помбейру-да-Бейра
14. Сарзеду
15. Секариаш
16. Сан-Мартинью-да-Кортиса
17. Тейшейра
18. Вила-Кова-де-Алва